# エイミー・マディソン
エイミー・マディソンは、『バフィー 〜恋する十字架〜』に登場する架空の人物。エリザベス・アン・アレンが演じた。

## 特徴
魔女。第6シーズン以降ではかなり強力な力を持つ。

## エピソード

### 第1シーズン
第3話から登場する。ウィローの友人。魔女である母親に体を乗っ取られるが、バフィーたちに助けられる（「魔女」）。

### 第2-6シーズン
第2シーズンからは魔女になって登場する（「愛のかけ違い」）。
ザンダーの依頼でコーディリアに恋の魔法をかけるが、思わぬ事態を招く。コーディリアはザンダーの愛で守られたが、コーディリア以外の女性（エイミー本人、バフィー、バンパイアのドゥルーシラ、ウィロー、カレンダー先生などその他大勢）がザンダーを追い回す。このとき、ザンダーをめぐってバフィーとけんかし、彼女をねずみに変えてしまう。だが、ジャイルズの説得で魔法をとき、バフィーを元にもどす。
第3シーズンで魔女狩りにあい、ねずみに変身し身を守る（「ジンジャーブレッド」）。しかし、人間に戻す魔法を誰も知らなかったため、ペットとしてウィローに飼われる羽目になる。
第6シーズンで、魔力をパワーアップしたウィローによってねずみから人間の姿に戻る（第4シーズンでも数秒だけ人間の姿にもどったが、誰も気づかなかった（「少しだけブルー」））。タラと別れたウィローに魔術の指導をするが、このことが後に Evil Willow を生み出す原因になる。

### 第7シーズン
第7シーズンではウィローをウォーレンに変える魔法をかける。

### 第8シーズン
コミック版（「The Long Way Home」）では悪役の一人として登場、バフィーたちと対決することになる。

## 友人

### 男性
ラリー・ブレイズデル
高校時代のボーイフレンド。故人。
ラック
魔術師。
ウォーレン・ミアーズ
現在の恋人。ウィローの虐待により、全身の皮膚を失う。
ボル
アメリカ陸軍の将軍。コミック版で登場。
クレーターと化した旧サニーデール跡地からエイミーを救出した。
トワイライト
覆面をした男。

### 女性
バフィー・アン・サマーズ
高校時代の友人。後に敵対関係になる。
ウィロー・ローゼンバーグ
幼馴染。